# Khoni
Khoni es una  ciudad censal situada en el distrito de Thane en el estado de Maharashtra (India). Su población es de 26016 habitantes (2011). Se encuentra a 12 km de Thane y a 51 km de Bombay, de cuya área metropolitana forma parte.

## Demografía
Según el censo de 2011 la población de Khoni era de 26016 habitantes, de los cuales 16365 eran hombres y 9651 eran mujeres. Khoni tiene una tasa media de alfabetización del 78,06%, inferior a la media estatal del 82,34%: la alfabetización masculina es del 79,24%, y la alfabetización femenina del 75,91%.